# Било Ярослав Михайлович
Яросла́в Миха́йлович Би́ло — полковник медичної служби Збройних Сил України, учасник російсько-української війни. Лицар ордена Богдана Хмельницького та кавалер ордена Данила Галицького.

## Життєпис
Начальник Військово-медичного клінічного центру Східного регіону.
З лютого 2015 по квітень 2016 року проходив військову службу в зоні проведення АТО у складі 66-го військового мобільного госпіталю, проводив хірургічні операції на передовій.

## Нагороди
- орден Богдана Хмельницького III ступеня (03.11.2015) — за особисту мужність і високий професіоналізм, виявлені у захисті державного суверенітету та територіальної цілісності України, вірність військовій присязі[1];
- орден Данила Галицького (18.11.2024) — за особисту мужність, виявлену у захисті державного суверенітету та територіальної цілісності України, самовіддане виконання військового обов’язку[2].